# Clase Allen M. Sumner
La clase Allen M. Sumner fue una serie de cincuenta y ocho destructores fabricada en los Estados Unidos de 1943 a 1944, durante la Segunda Guerra Mundial.

## Desarrollo
Estos destructores incorporaron montajes de cañones dobles a proa, así como timones dobles, incrementando la maniobrabilidad. El primer buque, USS Allen M. Sumner, fue iniciado en 1943 y entregado en 1945; y el último, USS Bristol, fue iniciado en 1944 y entregado en 1945.
En los años cincuenta la US Navy desarrolló el programa FRAM (Free Rehabilitation and Modenization), que incluyó al FRAM I y FRAM II.

## Características
Los destructores de la clase Allen M. Sumner eran buques de 3218 t de desplazamiento a plena carga; 376 pies (114,6 m) de eslora, 40 pies (12,2 m) de manga y 14 pies (4,3 m) de calado. Su propulsión consistía en turbinas de vapor General Electric que los impulsaban a 36,5 nudos.
Su armamento constaba de seis (6) cañones de 127 mm, doce (12) cañones AA de 40 mm, once (11) cañones de 20 mm y diez (10) tubos lanzatorpedos de 533 mm.

## Unidades
Lista de unidades pertenecientes a la clase Allen M. Sumner:
| Unidad                   | Numeral | Constructor | Iniciado | Botado | Entregado | Baja | Destino                                         |
| ------------------------ | ------- | ----------- | -------- | ------ | --------- | ---- | ----------------------------------------------- |
| USS Allen M. Sumner      | DD-692  |             |          |        |           |      |                                                 |
| USS Moale                | DD-693  |             |          |        |           |      |                                                 |
| USS Ingraham             | DD-694  |             |          |        |           |      |                                                 |
| USS Cooper               | DD-695  |             |          |        |           |      |                                                 |
| USS English              | DD-696  |             |          |        |           |      |                                                 |
| USS Charles S. Sperry    | DD-697  |             |          |        |           |      | Vendido a Chile (Ministro Zenteno; 1974-91)     |
| USS Ault                 | DD-698  |             |          |        |           |      |                                                 |
| USS Waldron              | DD-699  |             |          |        |           |      |                                                 |
| USS Haynsworth           | DD-700  |             |          |        |           |      |                                                 |
| USS John W. Weeks        | DD-701  |             |          |        |           |      |                                                 |
| USS Hank                 | DD-702  |             |          |        |           |      | Vendido a Argentina (ARA Seguí; 1971-83)        |
| USS Wallace L. Lind      | DD-703  |             |          |        |           |      |                                                 |
| USS Borie                | DD-704  |             |          |        |           |      | Vendido a Argentina (ARA Bouchard; 1971-83)     |
| USS Compton              | DD-705  |             |          |        |           |      |                                                 |
| USS Gainard              | DD-706  |             |          |        |           |      |                                                 |
| USS Soley                | DD-707  |             |          |        |           |      |                                                 |
| USS Harlan R. Dickson    | DD-708  |             |          |        |           |      |                                                 |
| USS Hugh Purvis          | DD-709  |             |          |        |           |      |                                                 |
| USS Barton               | DD-722  |             |          |        |           |      |                                                 |
| USS Walke                | DD-723  |             |          |        |           |      |                                                 |
| USS Laffey               | DD-724  |             |          |        |           |      |                                                 |
| USS O'Brien              | DD-725  |             |          |        |           |      |                                                 |
| USS Meredith             | DD-726  |             |          |        |           |      |                                                 |
| USS De Haven             | DD-727  |             |          |        |           |      |                                                 |
| USS Mansfield            | DD-728  |             |          |        |           |      |                                                 |
| USS Lyman K. Swenson     | DD-729  |             |          |        |           |      |                                                 |
| USS Collett              | DD-730  |             |          |        |           |      | Vendido a Argentina (ARA Piedra Buena; 1977-84) |
| USS Maddox               | DD-731  |             |          |        |           |      |                                                 |
| USS Hyman                | DD-732  |             |          |        |           |      |                                                 |
| USS Mannert L. Abele     | DD-733  |             |          |        |           |      |                                                 |
| USS Purdy                | DD-734  |             |          |        |           |      |                                                 |
| USS Drexler              | DD-741  |             |          |        |           |      |                                                 |
| USS Blue                 | DD-744  |             |          |        |           |      |                                                 |
| USS Brush                | DD-745  |             |          |        |           |      |                                                 |
| USS Taussig              | DD-746  |             |          |        |           |      |                                                 |
| USS Samuel N. Moore      | DD-747  |             |          |        |           |      |                                                 |
| USS Harry E. Hubbard     | DD-748  |             |          |        |           |      |                                                 |
| USS Alfred A. Cunningham | DD-752  |             |          |        |           |      |                                                 |
| USS John R. Pierce       | DD-753  |             |          |        |           |      |                                                 |
| USS Frank E. Evans       | DD-754  |             |          |        |           |      |                                                 |
| USS John A. Bole         | DD-755  |             |          |        |           |      |                                                 |
| USS Beatty               | DD-756  |             |          |        |           |      |                                                 |
| USS Putnam               | DD-757  |             |          |        |           |      |                                                 |
| USS Strong               | DD-758  |             |          |        |           |      |                                                 |
| USS Lofberg              | DD-769  |             |          |        |           |      |                                                 |
| USS John W. Thomason     | DD-760  |             |          |        |           |      |                                                 |
| USS Buck                 | DD-761  |             |          |        |           |      |                                                 |
| USS Henley               | DD-762  |             |          |        |           |      |                                                 |
| USS Lowry                | DD-770  |             |          |        |           |      |                                                 |
| USS Hugh W. Hadley       | DD-774  |             |          |        |           |      |                                                 |
| USS Willard Keith        | DD-775  |             |          |        |           |      |                                                 |
| USS James C. Owens       | DD-776  |             |          |        |           |      |                                                 |
| USS Zellars              | DD-777  |             |          |        |           |      |                                                 |
| USS Massey               | DD-778  |             |          |        |           |      |                                                 |
| USS Douglas H. Fox       | DD-779  |             |          |        |           |      | Vendido a Chile (Ministro Portales; 1974-90)    |
| USS Stormes              | DD-780  |             |          |        |           |      |                                                 |
| USS Robert K. Huntington | DD-781  |             |          |        |           |      |                                                 |
| USS Bristol              | DD-857  |             |          |        |           |      |                                                 |